# Девілс-Лейк (Північна Дакота)
Девілс-Лейк (англ. Devils Lake) — місто (англ. city) в США, в окрузі Ремсі штату Північна Дакота. Населення — 7192 особи (2020).

## Географія
Девілс-Лейк розташований за координатами 48°6′45″ пн. ш. 98°52′29″ зх. д. / 48.11250° пн. ш. 98.87472° зх. д. (48.112578, -98.874762).  За даними Бюро перепису населення США в 2010 році місто мало площу 16,86 км², з яких 16,85 км² — суходіл та 0,01 км² — водойми. В 2017 році площа становила 17,80 км², з яких 17,78 км² — суходіл та 0,01 км² — водойми.

### Клімат
| Клімат : Девілс-Лейк    | Клімат : Девілс-Лейк | Клімат : Девілс-Лейк | Клімат : Девілс-Лейк | Клімат : Девілс-Лейк | Клімат : Девілс-Лейк | Клімат : Девілс-Лейк | Клімат : Девілс-Лейк | Клімат : Девілс-Лейк | Клімат : Девілс-Лейк | Клімат : Девілс-Лейк | Клімат : Девілс-Лейк | Клімат : Девілс-Лейк | Клімат : Девілс-Лейк |
| Показник                | Січ.                 | Лют.                 | Бер.                 | Квіт.                | Трав.                | Черв.                | Лип.                 | Серп.                | Вер.                 | Жовт.                | Лист.                | Груд.                | Рік                  |
| Абсолютний максимум, °C | 11,7                 | 15,6                 | 22,2                 | 36,1                 | 35,6                 | 39,4                 | 39,4                 | 39,4                 | 37,8                 | 34,4                 | 25,0                 | 15,0                 | 39,4                 |
| Середній максимум, °C   | −9,6                 | −5,4                 | 0,9                  | 11,2                 | 19,7                 | 24,1                 | 26,7                 | 26,2                 | 19,8                 | 12,2                 | 0,6                  | −7                   | 9,9                  |
| Середній мінімум, °C    | −19,2                | −14,9                | −8,2                 | 0,1                  | 7,2                  | 12,4                 | 14,8                 | 13,4                 | 8,1                  | 1,4                  | −7,6                 | −15,8                | −0,7                 |
| Абсолютний мінімум, °C  | −37,8                | −38,3                | −33,3                | −24,4                | −17,2                | −1,7                 | 3,9                  | 0,6                  | −6,7                 | −18,9                | −31,7                | −38,3                | −38,3                |
| Норма опадів, мм        | 15                   | 13                   | 20                   | 23                   | 54                   | 97                   | 84                   | 56                   | 46                   | 37                   | 21                   | 14                   | 480                  |
| Днів з опадами          | 8,4                  | 6,7                  | 7,2                  | 7,1                  | 9,5                  | 12,1                 | 10,1                 | 8,9                  | 8,4                  | 7,3                  | 6,8                  | 7,4                  | 99,9                 |
| Днів зі снігом          | 6,2                  | 3,7                  | 3,8                  | 1,1                  | 0,1                  | 0,0                  | 0,0                  | 0,0                  | 0,1                  | 0,7                  | 3,1                  | 4,8                  | 23,6                 |
| ----------------------- | -------------------- | -------------------- | -------------------- | -------------------- | -------------------- | -------------------- | -------------------- | -------------------- | -------------------- | -------------------- | -------------------- | -------------------- | -------------------- |
| Джерело: NOAA           |                      |                      |                      |                      |                      |                      |                      |                      |                      |                      |                      |                      |                      |

## Демографія
Згідно з переписом 2010 року, у місті мешкала 7141 особа в 3229 домогосподарствах у складі 1712 родин. Густота населення становила 424 особи/км².  Було 3481 помешкання (206/км²).
Расовий склад населення:
| - 82,9 % — білих - 12,5 % — корінних американців - 0,5 % — чорних або афроамериканців - 0,4 % — азіатів |

До двох чи більше рас належало 3,4 %. Частка іспаномовних становила 1,3 % від усіх жителів.
За віковим діапазоном населення розподілялося таким чином: 21,6 % — особи молодші 18 років, 59,2 % — особи у віці 18—64 років, 19,2 % — особи у віці 65 років та старші. Медіана віку мешканця становила 40,4 року. На 100 осіб жіночої статі у місті припадало 92,8 чоловіків;  на 100 жінок у віці від 18 років та старших — 90,3 чоловіків також старших 18 років.
Середній дохід на одне домашнє господарство  становив 52 325 доларів США (медіана — 41 240), а середній дохід на одну сім'ю — 67 017 доларів (медіана — 57 411). Медіана доходів становила 40 596 доларів для чоловіків та 29 904 долари для жінок. За межею бідності перебувало 13,6 % осіб, у тому числі 19,3 % дітей у віці до 18 років та 13,6 % осіб у віці 65 років та старших.
Цивільне працевлаштоване населення становило 3618 осіб. Основні галузі зайнятості: освіта, охорона здоров'я та соціальна допомога — 24,4 %, роздрібна торгівля — 15,3 %, мистецтво, розваги та відпочинок — 15,1 %.